# حبق بيضاوي
حبق بيضاوي  (الاسم العلمي:Ocimum obovatum) هو نوع من النباتات يتبع جنس الحبق من الفصيلة الشفوية.